# Шульман, Кальман
Кальман Шульман (9 августа 1819, Быхов, Могилёвская губерния — 14 января 1899, Вильна) — еврейский писатель, основоположник современной еврейской литературы.

## Биография
Шульман родился в 1819 году в Быхове Могилёвской губернии, Российская империя (ныне Беларусь). Он происходил из хасидской семьи.
Шульман изучал иврит и Талмуд в хедере, а через два года после женитьбы начал учиться в Воложинской иешиве. Он пробыл в ешиве шесть лет, что вызвало у него заболевание глаз. Чтобы вылечиться от болезни, он переехал в Вильнюс и изучал Талмуд по «клаусу» Илии Гаона. В то время он столкнулся с крайней нищетой, что привело к разводу с женой. Затем он уехал в Калварию и работал преподавателем иврита, одновременно приступив к изучению грамматики иврита и немецкого языка. В 1843 году он вернулся в Вильнюс и поступил в иешиву раввина Израиля Гинзберга (Заречева), получив там диплом раввина. Впервые он стал известен как писатель в 1846 году, когда написал петицию Моше Монтефиоре от имени евреев, проживавших в радиусе пятидесяти верст от границ Германии и Австрии и изгнанных из своих домов особым законом российского правительства. 
Во время учебы в Воложинской ешиве Шульман изучал немецкий язык и заинтересовался хаскалой. Поселившись в Вильнюсе, он присоединился к кругу городских писателей-маскилим и подружился с Михой Иосифом Лебенсоном. С 1849 по 1861 год он преподавал иврит в средней школе при государственной раввинской школе. Затем он полностью сосредоточился на литературной деятельности, получая поддержку от Общества распространения просвещения между евреями в России в Санкт-Петербурге. 
Шульман работал по контракту с издательством «Ромм», которое платило ему так мало, что он едва мог содержать свою семью. Его еврейские книги в основном представляли собой переводы, направленные на распространение учения хаскалы среди ивритоязычной общественности и молодёжи, хотя они также пользовались популярностью в ортодоксальных кругах. Одним из его широко читаемых сокращённых переводов был труд Эжена Сю «Парижские тайны», который Шульман публиковал с 1857 по 1860 год и который был переиздан ещё пятью изданиями в течение следующего полувека. Один из источников расценил этот перевод как новаторский эксперимент по переводу современных романов на иврит, хотя он также вызвал споры среди тех, кто считал святотатством использовать иврит для описания парижского преступного мира. Из-за этой полемики К. Шульман отказался от дальнейших переводов романов и сосредоточился на переводе и адаптации научных книг.
Шульман свободно читал «Историю мира» Вебера в девяти томах с 1867 по 1884 год. Используя вторичный источник, он также перевёл «Жизнь» Иосифа Флавия в 1859 году, а с 1861 по 1863 год он перевёл «Иудейскую войну» и «Древности». С 1871 по 1878 год он написал десятитомный труд по географии мира под названием «Моседе Эрец», с 1872 по 1878 год — четырёхтомную биографическую книгу о великих еврейских личностях под названием «Толедот хахме Исраэль», которая была заимствована у Генриха Греца, а с 1848 по 1854 год — два тома по географии Палестины и Ближнего Востока под названием «Халихот Кедем». Он опубликовал несколько сборников очерков и набросков, как оригинальных, так и адаптированных, на исторические и географические темы, особенно по Палестине. Опубликованные сборники эссе включают «Ариэль» (1856), «Харель» (1864), «Хабацелет Хашарон» (1881), «Минхат Эреб» (1889) и «Эрец Хакедем» (1890). Будучи плодовитым писателем, он выпустил более двадцати томов, в основном переводов и адаптаций.
Шульман был умеренным маскилом с твёрдыми религиозными взглядами. Его переводы преуменьшали элементы, противоречащие еврейской традиции, и включали религиозные элементы. Хотя его ортодоксальные тенденции возмутили более радикальных маскилим, таких как Мойше Лейб Лилиенблюм, это также означало, что его работы были популярны среди большой аудитории традиционных читателей, которые считали их безопасными для чтения. Некоторые критики считали его предвестником сионизма из-за его книг об Израиле. Однако его работа об Израиле была написана скорее с точки зрения религиозного романтизма, чем из националистических мотивов.
Шульман умер в Вильнюсе 2 января 1899 года.